# Cristina Tisot
Cristina Tisot (teilweise auch Christina Tisot, verheiratete Tisot-Arrigoni; * 23. August 1954 in Fiera di Primiero) ist eine ehemalige italienische Skirennläuferin.

## Karriere
Tisot gehörte in den frühen 1970er Jahren zu den vielseitigsten italienischen Skirennläuferinnen. So gewann sie zwischen 1972 und 1975 insgesamt sechs Medaillen bei italienischen Meisterschaften, davon je einen Meistertitel im Riesenslalom bzw. Slalom.
Ihre ersten Weltcuppunkte gewann Tisot am 23. März 1973 beim Riesenslalom im Heavenly Mountain Resort mit Rang 8. Im darauffolgenden Jahr nahm sie zum ersten und einzigen Mal an einem internationalen Großereignis teil. Bei den Weltmeisterschaften in St. Moritz belegte sie als beste Italienerin den 6. Platz in der Abfahrt. Auf die drittplatzierte Wiltrud Drexel fehlten ihr dabei knapp vier Zehntelsekunden. 
Am 23. Februar 1975 erreichte Tisot ihren einzigen Podestplatz im Weltcup, als sie beim Riesenslalom in Naeba hinter den beiden Österreicherinnen Annemarie Pröll und Monika Kaserer den dritten Platz belegte.
1976 musste sie ihre Karriere mit nur 22 Jahren aufgrund einer schweren Verletzung beenden.

## Erfolge

### Weltmeisterschaften
- St. Moritz 1974: 6. Abfahrt, 13. Riesenslalom

### Weltcup
- 5 Platzierungen unter den besten 10, davon ein Podestplatz

### Weiter Erfolge
- Italienische Meisterin in Riesenslalom (1975)
- Italienische Meisterin im Slalom (1974)
- Italienische Vizemeisterin in der Abfahrt (1975)
- Italienische Vizemeisterin im Riesenslalom (1974)
- Italienische Vizemeisterin im Slalom (1973)
- Bronze bei den italienischen Meisterschaften im Slalom (1972)